# Epistola XII 2 delle Familiari
L'Epistola XII 2 delle Familiari è un'epistola in latino scritta da Petrarca e indirizzata a Niccolò Acciaiuoli, siniscalco del re Luigi del Regno di Napoli.
Questa lettera è lo scritto latino del Petrarca di gran lunga più diffuso in tutto il Quattrocento fiorentino, come dimostrano i numerosissimi codici che ne trasmettono sia il testo originale, sia, soprattutto, un anonimo volgarizzamento, tradito da almeno una sessantina di manoscritti fiorentini. Questi manoscritti sono stati già schedati in occasione della mostra fiorentina del 1991: nella maggior parte dei casi il volgarizzamento compare all'interno di una vasta antologia di testi di carattere politico.

## Struttura
La Fam. XII 2 è un'epistola costituita da 3 parti: 
1. un preambolo, nel quale viene ripresa la classica teoria degli antichi, delle ricchezze come causa di corruzione e di distruzione dello stato
2. un'articolata parte centrale
3. un eloquente e commosso congedo con echi evidenti dai Salmi davidici e dal Somnium Scipionis ciceroniano.

## Datazione
Petrarca scrive questa lettera all'Acciaiuoli il 20 febbraio 1352, quando Luigi non era ancora stato incoronato: lo sarà il 27 maggio. Il poeta spera che la futura cerimonia segni il momento del ritorno della pace a Napoli, tanto a lungo desiderata, ed esprime l'augurio che la nuova età che sta per aprirsi sia anche periodo di stabilità politica e di buon governo. 

## Contenuto
La lettera è un institutio regia (come recita il titolo della lettera), un vero e proprio trattatello sull'educazione e sul comportamento pubblico e privato del perfetto principe. Si presenta come una sorta di sintesi e di concentrato di quei luoghi comuni etico-politici che Machiavelli si sforzerà in seguito di confutare e di capovolgere, uno per uno, nei capitoli XV-XIX de Il Principe e in altri luoghi di questa e altre sue opere. L'epistola, è un insieme delle molte ricerche che Petrarca ha compiuto in vista della prosecuzione del suo lavoro sugli uomini illustri; il De viris illustribus nella sua nuova forma, è un intarsio di ammonimenti e di esempi di classici romani. Venerare Dio, amare la patria, osservare la giustizia, tenersi lontano dagli estremi, inseguendo la virtù che sta sempre nel mezzo, ricercare in ogni momento il consenso dei sudditi. E ancora: coltivare l'amicizia, riservandola ai pochi per bene, evitare i sospetti, mantenere un comportamento equo e tale da non accumulare su di sé odi e risentimenti.
Anche in questa lettera, possiamo osservare che vi è una differenza tra quello raccontato e la realtà delle cose, perché lo stesso Acciaiuoli, che Petrarca vede come un personaggio meritevole di divenire soggetto di storia e di poesia epica e che in un'altra lettera di questo stesso libro, la 15, non esita a paragonare a Giulio Cesare, era in realtà un uomo ambizioso e cinico, dai metodi talvolta equivoci e addirittura brutali. Sicuramente Petrarca, nonostante non lo conoscesse di persona, era al corrente di tutto ciò. In queste due lettere d'apertura del XII libro delle Familiari si ha un paradosso o contraddizione: da una parte l'idealizzazione dell'impero nella sua missione provvidenziale e, dall'altra, la celebrazione di un monarca tutt'altro che ecumenico e che, fuori dai veli del misticismo imperiale, doveva trovare in se stesso, vale a dire nelle forme di un'appropriata educazione, la legittimazione del proprio potere nazionale.